# 6 Metre
Binnen de zeilsport is de Internationale 6 Metre-klasse een van de Metre-klassen die in 1907 als gevolg van de invoering van de "International Rule" ontwikkeld werd.
De klassevoorschriften woorden grotendeels bepaald door een formule waarvan de uitkomst niet boven de 6,000 meter mag uitkomen. Hierdoor worden vele variaties in het ontwerp van de 6 Metre mogelijk waardoor vrijwel elke 6 Metre uniek is.
De 6 Metre was een Olympische klasse vanaf 1908 tot en met haar Olympische afscheid in 1952. De klasse werd niet vervangen.
De 6 Metre is een van de potentiële klassen van de Vintage Yachting Games Organisatie.

## Metre-regel

### 1e Metre-regel (1907)
Van 1907–1920
{\displaystyle 6{,}000{\mbox{ metres}}={\frac {L+B+1/3G+3d+1/3{\sqrt {S}}-F}{2}}}
waar:
- {\displaystyle L} = waterljn lengte (LWL)
- {\displaystyle B} = breedte
- {\displaystyle G} = "chain girth"

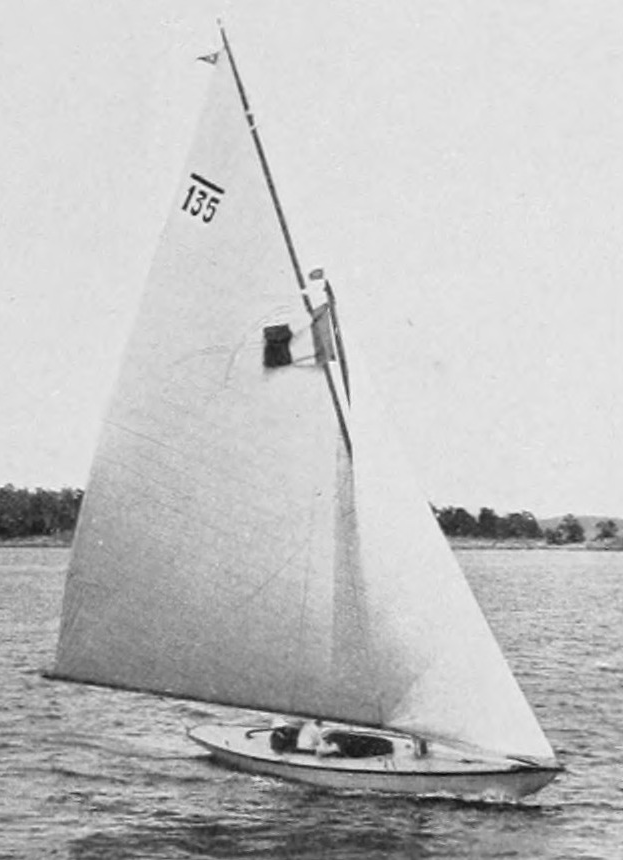
Frankrijk Mac Miche.
Goud op de 1912 Olympische Spelen in Stockholm.
Gemeten volgens de 1e Metre regel.

CG = "chain girth"
SG = "girth"

- {\displaystyle d} = verschil tussen "girth" en "chain"
- {\displaystyle S} = Zeiloppervlak
- {\displaystyle F} = vrijboord

### 2e Metre-regel (1920)
Van 1920–1933.
{\displaystyle 6{,}000{\mbox{ metres}}={\frac {L+0{,}25G+2d+{\sqrt {S}}-F}{2{,}5}}}
waar
- {\displaystyle L} = waterljn lengte (LWL)
- {\displaystyle G} = "chain girth"

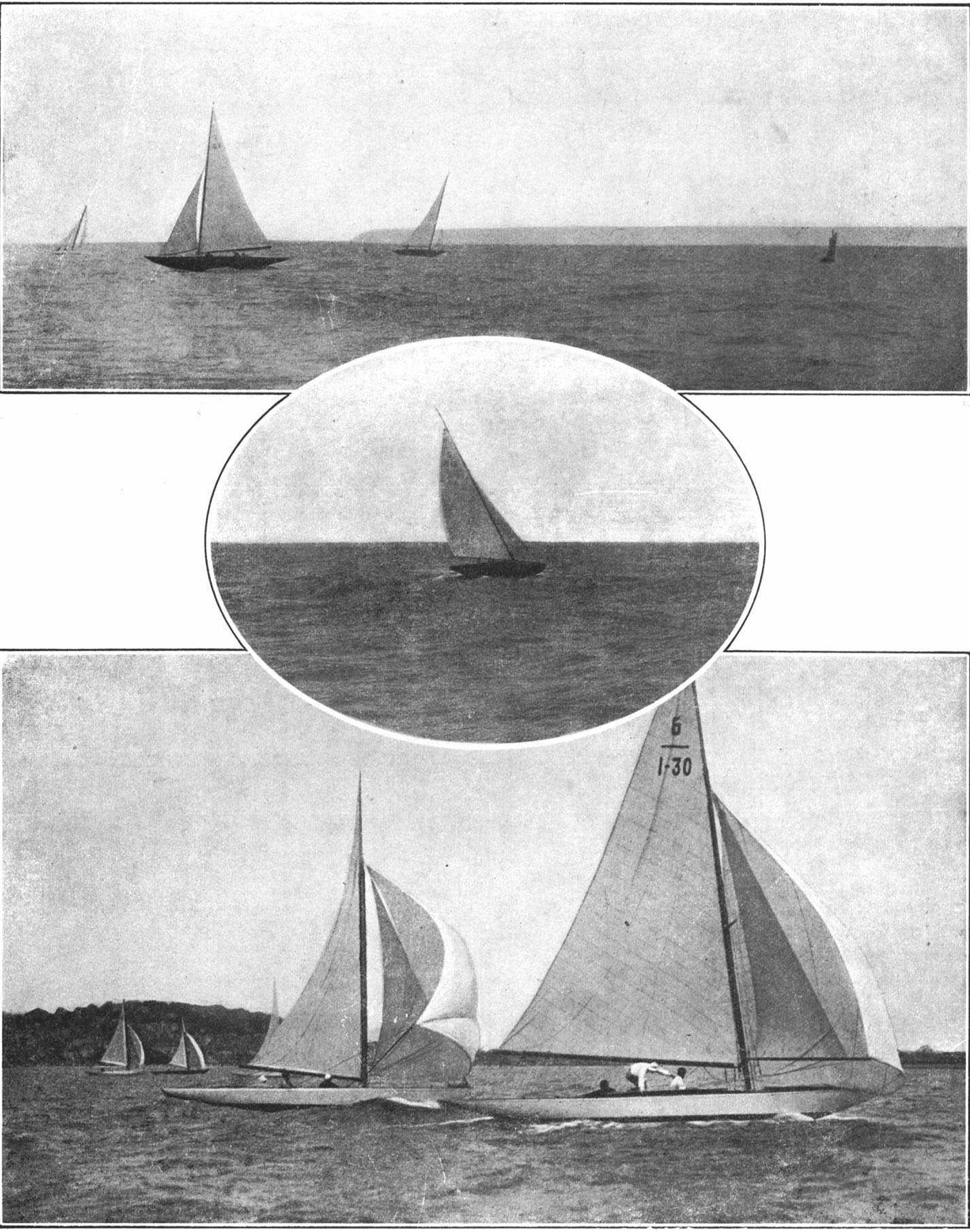
Deelnemende 6 Metres aan de Olympische Spelen van 1924

- {\displaystyle d} = verschil tussen "girth" en "chain"
- {\displaystyle S} = Zeiloppervlak
- {\displaystyle F} = vrijboord

### 3e Metre-regel (1933)
Vanaf 1933
{\displaystyle 6{,}000{\mbox{ metres}}={\frac {L+2d+{\sqrt {S}}-F}{2{,}37}}}
waar
- {\displaystyle L} = waterljn lengte (LWL)

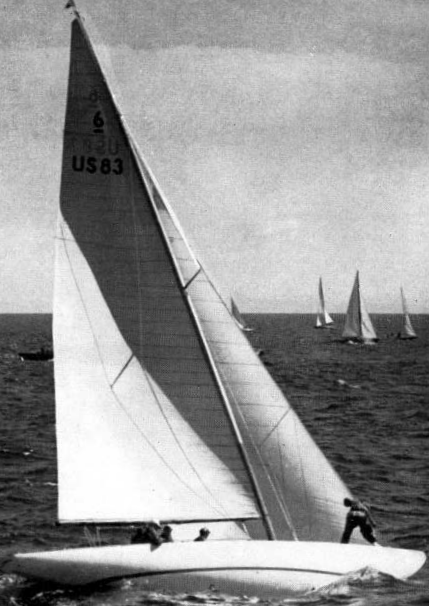
Deelnemende Amerikaanse 6 Metre aan de Olympische Spelen van 1952

- {\displaystyle d} = verschil tussen "girth" en "chain"
- {\displaystyle S} = Zeiloppervlak
- {\displaystyle F} = vrijboord